# (2510) Shandong
(2510) Shandong es un asteroide que forma parte del cinturón de asteroides y fue descubierto por el equipo del Observatorio de la Montaña Púrpura el 10 de octubre de 1979 desde el observatorio homónimo de Nankín, China.

## Designación y nombre
Shandong recibió al principio la designación de 1979 TH.
Más tarde se nombró por la provincia china de Shandong.

## Características orbitales
Shandong orbita a una distancia media del Sol de 2,254 ua, pudiendo acercarse hasta 1,813 ua y alejarse hasta 2,696 ua. Su inclinación orbital es 5,266 grados y la excentricidad 0,1958. Emplea en completar una órbita alrededor del Sol 1236 días.

## Características físicas
La magnitud absoluta de Shandong es 12,6 y el periodo de rotación de 5,946 horas. Está asignado al tipo espectral S de la clasificación Tholen.